# Кропотов, Дмитрий Андреевич
Дмитрий Андреевич Кропотов (1817—1875) — русский военный писатель, генерал-майор.

## Биография
Сын писателя А. Ф. Кропотова.
Учился в 1-м кадетском корпусе, по окончании которого в 1835 году был произведён в офицеры. С 1840 года служил в 1-м кадетском корпусе дежурным офицером — штабс-капитаном (затем в чине полковника).
Принимал участие в редактировании журнала «Чтение для солдат», был помощником военного цензора.
С середины 1848 года посещал М. В. Петрашевского, участвовал в составлении «Карманного словаря иностранных слов». Был арестован по делу петрашевцев, но был освобождён 6 июля 1849 года с увольнением из кадетского корпуса и с отдачей под секретный надзор.
Помещал статьи в «Отечественных записках», «Военном энциклопедическом лексиконе» и редактировал журнал: «Чтение для солдат». Кропотов был знатоком истории Санкт-Петербурга.
Были напечатаны: «Записка об издании географического атласа древней России» (СПб., 1862) и «Жизнь графа М. Н. Муравьева в связи с событиями его времени» (СПб., 1874; неокончено).